# Угтаалцайдам
Угтаалцайдам (монг. Угтаалцайдам) — сомон аймака Туве, Монголия.
Центр сомона — Ар Асгат находится в 177 километрах от города Зуунмод и в 125 километрах от столицы страны — Улан-Батора.
Здесь развита сфера обслуживания, работают туристические базы, школа, больница, различные мастерские.

## География
На территории сомона постираются горы Хуулийхаан (1707 метров), Арцат Сонинхангай (1534 метров), Хадат халзан и др. Большую часть занимают долины гор Угтаалцайдам и Тал. Есть многочисленные мелкие реки и ручейки. Водятся волки, лисы, косули, манулы, корсаки, зайцы, тарбаганы.
Климат резко континентальный. Средняя температура января -21°С, июня +17°С. В год в среднем выпадает 220-300 мм осадков.
Имеются запасы золота, железной руды, стройматериалов.